# 菅光輝
菅 光輝（すが こうき、1996年3月19日 - ）は、日本の元子役。東京都出身。ファイブ☆エイトに所属していた。

## 概要
オーディションを経て芸能事務所「ファイブ☆エイト」に所属し、1998年頃から子役として活躍した。特にタオ「天神」のCMに出演したことで広く知られる。
当時の所属事務所の関係者からは「やんちゃ」と評される一方、「天神」のCMで共演したアグネス・チャンからは「礼儀正しく、演技も自然」と評価されている。中学生の時に所属事務所を退所し、現在は就業している。
兄弟も同時期に子役として活動しており、兄は菅大輝、弟は菅龍生である。また、伯父は第99代内閣総理大臣菅義偉。

## 出演

### TV
- 真夏のクリスマス（TBS系、2000年） 高野和也 役
- スタイル! 第5話（テレビ朝日系、2000年） 園児 役
- あの人は今（日本テレビ系、2000年）
- 笑っていいとも!（フジテレビ系、2002年）
- 人にやさしく（フジテレビ系、2002年）
- SMAP×SMAP（関西テレビ・フジテレビ系、2003年）
- ぶどうの木〜里親と子供たちの愛の物語〜（フジテレビ系、2003年） 裕太 役
- Deep Love（テレビ東京系、2004年） 優太 役
- 不機嫌なジーン（フジテレビ系、2005年）

### 映画
- ファインディング・ニモ（日本語吹き替え、2003年） スクワート 役

### CM
- 日本公文教育研究会 公文式（2001年）
- 花王
  - 弱酸性メリット（2001年）
  - メリット（2002年）
- アメリカンファミリー生命保険 「新・健康応援団MAX」（2001年 - 2002年）
- 日本マクドナルド 「新レギュラーメニュー」（2001年）
- ハウス食品 オーザック（2001年） 河村隆一と共演
- JR西日本 「夏キャンペーン」（2002年）
- パナソニック 3CCDデジカム（2002年）
- ミスタードーナツ（2002年）
- イオン 2002年クリスマスパーティ（2002年）
- クリナップ ラクシーユ（2003年）
- ネスレ日本 ネスカフェ「朝のリレー」（2004年）
- NTT西日本 フレッツ光プレミアム（2005年）
- タオ 天神（2005年 - 2007年） アグネス・チャンと共演[2]